# Episodi di Tutto in famiglia (quarta stagione)
La quarta stagione della serie televisiva Tutto in famiglia è andata in onda in prima visione negli Stati Uniti dal 24 settembre 2003 al 26 maggio 2004. In Italia è stata trasmessa dal 5 dicembre al 27 dicembre 2006.
| nº | Titolo originale        | Titolo italiano              | Prima TV USA      | Prima TV Italia |
| -- | ----------------------- | ---------------------------- | ----------------- | --------------- |
| 1  | From Dummy to Daddy     | Quello zuccone di papà       | 24 settembre 2003 | 2006            |
| 2  | The Sweet Hairafter     | Per qualche capello in più   | 24 settembre 2003 | 2006            |
| 3  | Jr. Executive           | Chi è il capo?               | 1º ottobre 2003   | 2006            |
| 4  | Jay Goes to School      | Jay torna al college         | 8 ottobre 2003    | 2006            |
| 5  | Meet the Parents        | I futuri suoceri             | 15 ottobre 2003   | 2006            |
| 6  | He's Having a Baby      | Diventerà padre              | 22 ottobre 2003   | 2006            |
| 7  | The Funeral             | Ci sarebbe una cosetta...    | 29 ottobre 2003   | 2006            |
| 8  | Ultrasound              | L'ecografia                  | 5 novembre 2003   | 2006            |
| 9  | Marathon                | La maratona                  | 12 novembre 2003  | 2006            |
| 10 | While Out               | Quando il gatto non c'è...   | 19 novembre 2003  | 2006            |
| 11 | Michael's Band          | Jazz!                        | 26 novembre 2003  | 2006            |
| 12 | The Lady is Not a Tramp | Padri                        | 10 dicembre 2003  | 2006            |
| 13 | Of Mice and Men         | Uomini e topi                | 17 dicembre 2003  | 2006            |
| 14 | Moving on Out           | Fuori dal garage             | 7 gennaio 2004    | 2006            |
| 15 | Candy Wars              | La guerra delle merendine    | 21 gennaio 2004   | 2006            |
| 16 | Jr. Sells His Car       | Junior vende l'automobile    | 4 febbraio 2004   | 2006            |
| 17 | The Anniversary Present | Il regalo per l'anniversario | 11 febbraio 2004  | 2006            |
| 18 | Illegal Smile           | Il dottor Tortoni            | 18 febbraio 2004  | 2006            |
| 19 | Outbreak Monkey         | Il virus                     | 25 febbraio 2004  | 2006            |
| 20 | Empty Nest (1)          | Il nido vuoto - 1ª parte     | 3 marzo 2004      | 2006            |
| 21 | Empty Nest (2)          | Il nido vuoto - 2ª parte     | 3 marzo 2004      | 2006            |
| 22 | Calvin Comes to Stay    | Un ospite ingombrante        | 10 marzo 2004     | 2006            |
| 23 | Calvin Goes to Work     | Calvin va a lavorare         | 21 marzo 2004     | 2006            |
| 24 | Romantic Night          | Una serata romantica         | 21 aprile 2004    | 2006            |
| 25 | The Director            | Il regista                   | 28 aprile 2004    | 2006            |
| 26 | The Maid                | La governante                | 5 maggio 2004     | 2006            |
| 27 | Hand Model              | Mani da modello              | 12 maggio 2004    | 2006            |
| 28 | What Do You Know?       | Che cosa sai?                | 19 maggio 2004    | 2006            |
| 29 | The Baby (1)            | Il bambino - 1ª parte        | 26 maggio 2004    | 2006            |
| 30 | The Baby (2)            | Il bambino - 2ª parte        | 26 maggio 2004    | 2006            |

## Quello zuccone di papà
- Titolo originale: From Dummy to Daddy
- Diretto da: Eric Laneuville
- Scritto da: Don Reo

### Trama
Dopo aver appreso la notizia scioccante che loro figlio Junior sta per diventare padre, Michael e Jay vanno in agitazione. Dopo aver parlato con lui, lo aiutano a rendersi conto che non può sostenere una famiglia senza un lavoro, così Michael gli offre di lavorare presso la sua azienda.
- Altri interpreti: Noah Gray-Cabey (Franklin Aloysius Mumford), Andrew McFarlane (Tony Jeffers), Brooklyn Sudano (Vanessa Scott), DeRay Davis (R.J.), Chuck E. Weiss (Uomo)

## Per qualche capello in più
- Titolo originale: The Sweet Hairafter
- Diretto da: Eric Laneuville
- Scritto da: Kevin Knotts

### Trama
Michael incontra Jimmy e resta scioccato: grazie a una pillola ora ha una folta chioma al posto della pelata. Senza pensarci su ci prova anche lui...
- Altri interpreti: Noah Gray-Cabey (Franklin Aloysius Mumford), David Alan Grier (Jimmy), Charlie Dell (Irving Gold), Kennedy McCullough (Kennedy)

## Chi è il capo?
- Titolo originale: Jr. Executive
- Diretto da: Eric Laneuville
- Scritto da: Kevin Rooney

### Trama
Michael trova a Junior un lavoro nella sua ditta, assegnandogli una mansione umile. Il giovane, però, sfrutta lo status di figlio del padrone per far lavorare gli altri al posto suo.
- Altri interpreti: DeRay Davis (R.J.), Todd Lynn (Todd), Brian Holtzman (Brian), Blake Hightower (Pervis), Don Perry (Anziano), Lillian Adams (Anziana)

## Jay torna al college
- Titolo originale: Jay Goes to School
- Diretto da: Damien Dante Wayans
- Scritto da: Kim Wayans

### Trama
Jay decide di andare al college e ottenere una laurea in psicologia. Michael non vuole che lei metta in secondo piano la famiglia perché metterebbe a repentaglio l'intero nucleo familiare finendo per rovinare il loro matrimonio.
- Altri interpreti: Noah Gray-Cabey (Franklin Aloysius Mumford), Terry Rhoads (Dr. Mason), Damon Wayans Jr. (John), Michael Wayans (Mike)

## I futuri suoceri
- Titolo originale: Meet the Parents
- Diretto da: Damien Dante Wayans
- Scritto da: Kim Wayans

### Trama
I genitori di Vanessa arrivano in casa Kyle per discutere la situazione del futuro bambino. Michael è indignato per le richieste degli Scott e ci pensa due volte prima di prendere misure drastiche.
- Altri interpreti: Noah Gray-Cabey (Franklin Aloysius Mumford), Brooklyn Sudano (Vanessa Scott), Ella Joyce (Jasmine Scott), Lester Speight (Calvin Scott), Stuart Nixon (Cameriere)

## Diventerà padre
- Titolo originale: He's Having a Baby
- Diretto da: Damien Dante Wayans
- Scritto da: Aeysha Carr

### Trama
Dubitando che Junior saprà occuparsi di suo figlio, Michael gli affida un palloncino pieno d'acqua, che dovrà accudire come se fosse un bambino.
- Altri interpreti: Noah Gray-Cabey (Franklin Aloysius Mumford)

## Ci sarebbe una cosetta...
- Titolo originale: The Funeral
- Diretto da: Damien Dante Wayans
- Scritto da: Jim Vallely

### Trama
Larry, un impiegato di Michael, è disperato per la morte della nonna ultracentenaria. I Kyle vogliono stargli vicino ma Larry ha pretese assurde.
- Altri interpreti: Sean Whalen (Larry)

## L'ecografia
- Titolo originale: Ultrasound
- Diretto da: Dean Lorey
- Scritto da: Dean Lorey

### Trama
Scortati dai genitori, Junior e Vanessa vanno a fare la prima ecografia. Ma quando il medico chiede se vogliono sapere il sesso del bambino, risponde solo Michael.
- Altri interpreti: Noah Gray-Cabey (Franklin Aloysius Mumford), Brooklyn Sudano (Vanessa Scott), Lester Speight (Calvin Scott), Ella Joyce (Jasmine Scott), Hiram Kasten (Dottore), Elliot Cho (Willie “Sorriso”)

## La maratona
- Titolo originale: Marathon
- Diretto da: Eric Laneuville
- Scritto da: Damien Dante Wayans

### Trama
Jay si allena per essere in forma e partecipare a una maratona. Michael, nel frattempo, pensa di correre anche lui, ma senza allenarsi nemmeno un minuto.
- Altri interpreti: Noah Gray-Cabey (Franklin Aloysius Mumford), Andrew McFarlane (Tony Jeffers), Fredson Mayiek (Maratoneta #1), Willie Amakye (Maratoneta #2), James Nganga (Maratoneta #3)

## Quando il gatto non c'è...
- Titolo originale: While Out
- Diretto da: Guy Distad
- Scritto da: Craig Wayans e Damon Wayans Jr.

### Trama
Con grande soddisfazione di Claire, Michael e Jay si scordano di fare le raccomandazioni prima di uscire. E Claire ne approfitta organizzando una festa.
- Altri interpreti: Noah Gray-Cabey (Franklin Aloysius Mumford), Andrew McFarlane (Tony Jeffers), Angell Conwell (Tiffany), Tanisha Lynn Eanes (Ragazza), Martin Joseph (Ragazzo)

## Jazz!
- Titolo originale: Michael's Band
- Diretto da: Guy Distad
- Scritto da: Damien Dante Wayans

### Trama
Johnny, con cui Michael suonava in una band, è in città per un concerto. Ma quando il suo pianista dà forfait, Johnny chiede a Michael di sostituirlo.
- Altri interpreti: Noah Gray-Cabey (Franklin Aloysius Mumford), Clarence Clemons (Johnny Watson), Jamia Simone Nash (Aretha), Bella Hicks (Julie), Jasmine Villegas (Rachel), Meritza Rivera (Cameriera)

## Padri
- Titolo originale: The Lady is Not a Tramp
- Diretto da: Peter Filsinger
- Scritto da: Rodney Barnes

### Trama
A Michael viene un colpo quando trova nello zainetto di Claire un pacchetto di preservativi. Ma Claire gli dice che salta troppo presto alle conclusioni.
- Altri interpreti: Andrew McFarlane (Tony Jeffers), Brooklyn Sudano (Vanessa Scott)

## Uomini e topi
- Titolo originale: Of Mice and Men
- Diretto da: Ron Moseley
- Scritto da: Valencia Parker

### Trama
Dopo aver trovato un topolino in casa, Jay chiede a Michael di rivolgersi a una impresa per la derattizzazione. Ma come al solito Michael vuole fare tutto da solo.
- Altri interpreti: Noah Gray-Cabey (Franklin Aloysius Mumford)

## Fuori dal garage
- Titolo originale: Moving on Out
- Diretto da: Ron Moseley
- Scritto da: Craig Wayans

### Trama
Stanco di vivere nel garage, Junior cerca un appartamento aiutato dal suo amico John. Quando i genitori di Junior e di Vanessa vengono a visitare il nuovo appartamento della coppia, Jay è scioccata: non può accettare che suo nipote potrebbe vivere in un edificio degradato con addirittura il nastro giallo della polizia all'ingresso.
- Altri interpreti: Andrew McFarlane (Tony Jeffers), Brooklyn Sudano (Vanessa Scott), Ella Joyce (Jasmine Scott), Lester Speight (Calvin Scott), T'Keyah Crystal Keymáh (Agente immobiliare), Lamont Johnson (Dexter), Damon Wayans Jr. (John/Nonna), Daniele O'Loughlin (Donna)

## La guerra delle merendine
- Titolo originale: Candy Wars
- Diretto da: Dean Lorey
- Scritto da: Dean Lorey e Jim Vallely

### Trama
Quando Kady vuole trascorrere del tempo con suo padre, chiede il suo aiuto per vendere le caramelle a scuola. Ma quando il padre del vincitore dell'anno precedente afferma di poter vincere ancora una volta, un competitivo Michael perde di vista l'obbiettivo principale e si impegna soltanto a vendere un numero esorbitante di barrette di cioccolato.
- Altri interpreti: Noah Gray-Cabey (Franklin Aloysius Mumford), Lester Speight (Calvin Scott), Sean Whalen (Larry), Johnny C. Pruitt (Johnny), Rick Overton (Rick), Frank Payne (Monty Owens), Becky Thyre (Sig.ra Fields), Aspen Snow (Bambina), Joseph Plewa (Padre), Christopher Lorey (Bambino)

## Junior vende l'automobile
- Titolo originale: Jr. Sells His Car
- Diretto da: Damien Dante Wayans
- Scritto da: Don Reo

### Trama
Junior restaura la sua preziosa Chevrolet Impala del 1964, ma poi lui e Vanessa sorprendono tutti quando decidono di venderla per avere soldi per il loro nuovo bambino. Nel frattempo Franklin chiede consiglio a Michael su come comportarsi come un normale bambino.
- Altri interpreti: Noah Gray-Cabey (Franklin Aloysius Mumford), Brooklyn Sudano (Vanessa Scott), Lauren Tom (Annie Chi), Peter Kwong (Eddie Chi), Christopher Lorey (Bambino), Joe Gieb (Joe)

## Il regalo per l'anniversario
- Titolo originale: The Anniversary Present
- Diretto da: Damien Dante Wayans
- Scritto da: Elvira Wayans e Damien Dante Wayans

### Trama
Michael e Jay cercano di nascondere la loro delusione quando non ricevono i regali per l'anniversario di nozze. Nel frattempo, con l'aiuto di Franklin, Claire, cuoca alle prime armi, spera di preparare una cena gourmet per il regalo di anniversario dei suoi genitori.
- Altri interpreti: Noah Gray-Cabey (Franklin Aloysius Mumford), Andrew McFarlane (Tony Jeffers)

## Il dottor Tortoni
- Titolo originale: Illegal Smile
- Diretto da: Kim Wayans
- Scritto da: Kevin Rooney

### Trama
Dopo essersi fatto fare un'iniezione antirughe, sul viso di Michael si stampa un ghigno. Quando va in tribunale per un'udienza il giudice lo sbatte in galera.
- Altri interpreti: Noah Gray-Cabey (Franklin Aloysius Mumford), Lou Ferrigno (Detenuto), Kevin Knotts (Agente Rodriguez), Joseph Vassallo (Dr. Tortoni), Susan Peretz (Giudice H.T. Stone), Jeffery Brooks (Ufficiale giudiziario), Rosi Reed (Annie), Lalita Lauren (Susan)

## Il virus
- Titolo originale: Outbreak Monkey
- Diretto da: George O. Gore II
- Scritto da: Kerry Parker

### Trama
Quando Michael, preso dall'euforia, ottiene un biglietto per veder giocare la star del basket LeBron James al Madison Square Garden, il suo entusiasmo si trasforma rapidamente in paranoia quando, pochi giorni prima della partita, tutti, tranne Michael, si beccano l'influenza.
- Altri interpreti: Noah Gray-Cabey (Franklin Aloysius Mumford), LeBron James (se stesso), Phil Reeves (Dottore), T.J. Thyne (Fattorino), Christopher Lorey (Bambino), Lou Richards (Voce del telecronista sportivo)

## Il nido vuoto - 1ª parte
- Titolo originale: Empty Nest (1)
- Diretto da: Peter Filsinger
- Scritto da: Kevin Rooney

### Trama
Durante una rara occasione in cui Michael e Jay hanno la casa libera, si ritrovano a ricordare i momenti di divertimento che hanno avuto con i loro bambini e vari amici. Alcuni di questi momenti memorabili includono l'ossessione di Jay per il suo peso e la visita di Michael a un proctologo.

## Il nido vuoto - 2ª parte
- Titolo originale: Empty Nest (2)
- Diretto da: Peter Filsinger
- Scritto da: Kevin Rooney

### Trama
...seconda parte dell'episodio "Il nido vuoto".

## Un ospite ingombrante
- Titolo originale: Calvin Comes to Stay
- Diretto da: Damien Dante Wayans
- Scritto da: Rodney Barnes

### Trama
Calvin, il padre di Vanessa, ha un litigio con sua moglie, Jasmine e viene cacciato di casa. Chiede ai Kyles di poter stare temporaneamente da loro che accettano controvoglia.
- Altri interpreti: Lester Speight (Calvin Scott), Ella Joyce (Jasmine Scott)

## Calvin va a lavorare
- Titolo originale: Calvin Goes to Work
- Diretto da: Eric Laneuville
- Scritto da: Rodney Barnes

### Trama
Il papà di Vanessa chiede a Michael di trovargli un lavoro. Michael sa che non dovrebbe assumerlo, ma quando cede, le sue peggiori paure si avverano.
- Altri interpreti: Noah Gray-Cabey (Franklin Aloysius Mumford), Lester Speight (Calvin Scott), Johnny C. Pruitt (Johnny), Sean Whalen (Larry), Kevin Farrell (Cliente)

## Una serata romantica
- Titolo originale: Romantic Night
- Diretto da: Dean Lorey
- Scritto da: Dean Lorey

### Trama
Michael prenota una stanza in un hotel per una romantica notte con Jay ma Junior per errore la disdice. Michael, allora, ricrea l'atmosfera a casa.
- Altri interpreti: Andrew McFarlane (Tony Jeffers), Joseph Plewa (Vigile del fuoco), Paul McKinney (Voce di Tommy)

## Il regista
- Titolo originale: The Director
- Diretto da: Jim Vallely
- Scritto da: Damon Wayans Jr.

### Trama
Nell'entusiasmo per la registrazione di una partita di basket, Michael registra accidentalmente su un home video dei primi passi di Kady, uno dei momenti familiari più cari di Jay. Quando Jay decide di guardare una registrazione di famiglia, Michael deve agire rapidamente e chiede l'aiuto di Franklin per ricreare quel momento della storia della famiglia Kyle.
- Altri interpreti: Noah Gray-Cabey (Franklin Aloysius Mumford), Taylor Negron (Stevie), Dawn Ann Billings (Mandy), Lou Richards (Voce del telecronista sportivo)

## La governante
- Titolo originale: The Maid
- Diretto da: Damien Dante Wayans
- Scritto da: Shane Miller, Valencia Parker e Rodney Barnes

### Trama
Mentre Jay è via a un seminario, Michael assume una cameriera, la signora Hopkins, per prendersi cura della famiglia, che riesce egregiamente nel compito. Quando Jay torna a casa, apprezza l'attenzione della signora Hopkins per ogni dettaglio, ma comincia a sentire che forse lei ha preso il sopravvento su tutto.
- Altri interpreti: Noah Gray-Cabey (Franklin Aloysius Mumford), Betty White (Sig.ra June Hopkins)

## Mani da modello
- Titolo originale: Hand Model
- Diretto da: Jim Vallely
- Scritto da: Dean Lorey

### Trama
Michael viene assunto come modello per le mani. E ora tutti in famiglia devono stare attenti a conservare la nuova fonte di reddito: le sue mani, appunto.
- Altri interpreti: Noah Gray-Cabey (Franklin Aloysius Mumford), Carole Davis (Vaneska), Patrick Fischler (Regista), Liliana Mumy (Rachael)

## Che cosa sai?
- Titolo originale: What Do You Know?
- Diretto da: Craig Wayans
- Scritto da: Elvira Wayans e Damien Dante Wayans

### Trama
Durante una serata trascorsa a giocare a un gioco di tipo psicologico, i Kyle si accorgono che forse non si conoscono così tanto bene come credevano.
- Altri interpreti: Noah Gray-Cabey (Franklin Aloysius Mumford), Andrew McFarlane (Tony Jeffers), Brooklyn Sudano (Vanessa Scott), Ella Joyce (Jasmine Scott), Lester Speight (Calvin Scott)

## Il bambino - 1ª parte
- Titolo originale: The Baby (1)
- Diretto da: Kim Wayans
- Scritto da: Kim Wayans e Kevin Knotts

### Trama
Junior e Vanessa annunciano che vogliono avere il bambino a casa con l'aiuto di Brezza d’estate, un'ostetrica i cui metodi naturali di parto includono la partecipazione di tutta la famiglia.
- Altri interpreti: Noah Gray-Cabey (Franklin Aloysius Mumford), Brooklyn Sudano (Vanessa Scott), Kelly Coffield Park (Ostetrica Peeton Wipastoppa “Brezza d’estate”), Charnele Brown (Infermiera del triage), Stuart Nixon (Uomo), Dustin Felder (Uomo con le stampelle), Cece Bell (Donna che urla)

## Il bambino - 2ª parte
- Titolo originale: The Baby (2)
- Diretto da: Damien Dante Wayans
- Scritto da: Don Reo

### Trama
...seconda parte dell'episodio "Il bambino".
- Altri interpreti: Noah Gray-Cabey (Franklin Aloysius Mumford), Brooklyn Sudano (Vanessa Scott)